# مالیندو ایر
مالیندو ایر (به انگلیسی: Malindo Air) یک شرکت هواپیمایی با کد یاتا OD است که در تاریخ ۱۱ سپتامبر ۲۰۱۲ میلادی تأسیس شده است. دفتر مرکزی مالیندو ایر در پتالینگ جایا، کوالا لامپور، مالزی واقع شده‌است و به ۳۱ مقصد، پرواز مستقیم انجام می‌دهد.